# Joe Donnelly
Pour les articles homonymes, voir Donnelly.
Joseph Simon Donnelly, Sr. dit Joe Donnelly, né le 29 septembre 1955 à New York, est un homme politique et diplomate américain,  membre du Parti démocrate. Ancien représentant (2007-2013) puis sénateur (2013-2019) de l'Indiana au Congrès des États-Unis, il est ambassadeur des États-Unis près le Saint-Siège de 2022 à 2024.

## Biographie

### Carrière politique
En 1988, il est candidat au poste de procureur général de l'Indiana mais sera désavoué lors de la convention démocrate de l'État. Deux ans plus tard, il tente sans succès de se faire élire au Sénat de l'Indiana.

#### Chambre des représentants des États-Unis

##### Candidat malheureux en 2004
En 2004, Donnelly se présente à la chambre des représentants des États-Unis dans le deuxième district de l'Indiana, mais il est battu par le républicain Chris Chocola.

##### Élection en 2006
Candidat de nouveau dans le même district deux ans plus tard, Donnelly s'impose cette fois avec près 54 % des voix en battant le représentant sortant Chris Chocola.

##### Réélection en 2008 et 2010
Réélu triomphalement en 2008 avec plus de 67 % des voix, il parviendra à sauver son siège de justesse en 2010 face à Jackie Walorski.

##### Carrière à la chambre
En 2007, il entre à la chambre des représentants des États-Unis après avoir défait le sortant Chris Chocola. Dès sa prise fonction, il intègre la Blue Dog Coalition, groupe qui rassemble les démocrates modérés et conservateurs.
En 2009, il vote en faveur du plan de relance du président Obama mais s'oppose à la loi « Cape and Trade » qui prévoyait d'instaurer une taxe carbone aux États-Unis.
En 2010, il vote pour la réforme de santé du Président Obama. L'année suivante, il s'oppose à son abrogation.
Il s’associe aux républicains pour contrer le Procureur général démocrate Eric Holder, après le fiasco de l'opération « Fast and Furious » contre le trafic d'armes. Lors de la session 2011-2013, Donnelly a voté à 67 % avec la ligne de son parti. À la veille de quitter chambre, il vote pour le relèvement du plafond de la dette américaine.

#### Sénat des États-Unis

##### Campagne sénatoriale de 2012
Le 9 mai 2011, Joe Donnelly annonce qu'il est candidat à l'investiture démocrate pour le siège de sénateur des États-Unis actuellement occupé par Richard Lugar.
Le 8 mai 2012, il est investi sans aucune opposition par les démocrates. Le même jour, le modéré Richard Lugar est battu l'ultra-conservateur Richard Mourdock. Donnelly est avantagé par cette défaite, puisque face à Mourdock il est au coude-à-coude dans les sondages, alors qu'il aurait été largement devancé par Lugar.
Les axes de sa campagne sont l'équilibre budgétaire, la baisse des dépenses et la défense de la classe moyenne. Il se définit comme un démocrate indépendant, prêt à travailler avec les républicains pour faire avancer les dossiers.
Lors d'un débat télévisé entre lui et le trésorier Mourdock, ce dernier dérape en déclarant que si une femme violée tombe enceinte c’est la volonté de Dieu. Ces déclarations lui font perdre de nombreux soutiens et propulse Donnelly dans les sondages. À l'approche de l’élection, Donnelly est désormais favori.
Le 6 novembre 2012, avec près de 50 % des suffrages, il bat son rival républicain qui n'obtient que 44 %. Il s'impose malgré la nette victoire de Mitt Romney dans l'Indiana.

##### Carrière sénatoriale
Donnelly prête serment comme sénateur le 3 janvier 2013.
Le 8 mai 2018, candidat incontesté dans son propre camp, il remporte largement la primaire démocrate et redevient officiellement le candidat de son parti pour sa réélection lors des élections sénatoriales de novembre. Il affronte le candidat officiel du Parti républicain, l'entrepreneur Mike Braun, qui le bat au soir de l'élection.

### Ambassadeur
Le 8 octobre 2021, le président Joe Biden le nomme au poste d'ambassadeur près le Saint-Siège. Confirmé par le Sénat le 20 janvier 2022, il prend ses fonctions le 25 février suivant à Rome et présente ses lettres de créance au pape François le 11 avril. Il quitte ses fonctions le 8 juillet 2024.

## Positions politiques
L'analyse de ses votes et de ses prises de positions montre que Joe Donnelly est un populiste légèrement libéral. Pro-vie, favorable à la peine de mort, opposé au mariage homosexuel (jusqu'en 2013) et à l'amnistie des clandestins, Donnelly est un démocrate relativement conservateur.

## Historique électoral

### Sénat
| Année | Joe Donnelly | Républicain | Libertarien |
| ----- | ------------ | ----------- | ----------- |
| Année |              |             |             |
| 2012  | 50,0 %       | 44,3 %      | 5,7 %       |
| 2018  | 45,0 %       | 50,9 %      | 4,0 %       |

### Chambre des représentants
| Année | Joe Donnelly | Républicain | Libertarien |
| ----- | ------------ | ----------- | ----------- |
| Année |              |             |             |
| 2010  | 48,2 %       | 46,8 %      | 5,0 %       |